# 프란시스코 사바테 요파르트
프란시스코 사바테 요파르트(Francisco Sabaté Llopart, 1915년 3월 30일 - 1960년 1월 5일) 혹은 애칭으로 엘 키코(El Quico)는 카탈로니아의 아나키스트로서 스페인 내전 패배 이후 1960년 암살당할 때까지 21년 동안 파시스트에 맞서 싸운 아나키스트 게릴라 지도자였다.

## 생애
프란시스코 사바테는 1915년 3월 30일 바르셀로나의 루스피탈레트데류브레가트에서 태어났다. 그는 10살 때 성직자 학교를 그만뒀고, 17살이던 해에 이베리아 아나키스트 연합(Iberian Anarchist Federation, FAI는 전국노동자연합과 연계되어 있었기에 CNT-FAI라 알려져 있기도 하다.)의 하위 그룹인 로스 노바토스(Los Novatos, 신참들)에 참여한다. 이 그룹은  1933년 스페인 제2공화국 정부에 대한 반란사태에 관여한다.  이들은 1936년 7월 스페인 내전이 시작될 무렵 군부의 쿠데타 시도에 맞서 싸우기도 했다. 1935년에 사바테는 그의 병역을 거부함으로써 무법자로서의 삶을 살아가기 시작했다. 또한 그 해에 로스 노바토스는 첫 번째 강도질을 벌였고, 그로 얻어낸 자금으로 감옥 구호 그룹을 지원했다.
내전이 진행되는 동안 그와 그의 형인 호세 사바테 요파르트(José Sabaté Llopart)는 “CNT-FAI”의 “젊은 독수리 칼럼(Young Eagles Column)”으로서 아라곤 전선에서 싸웠다. 이 사단이 강제로 스탈린주의자 정치장교의 통제하에 맡겨졌을 때, 사바테와 두명의 동지는 정치장교를 죽이고 바르셀로나로 도망간다. 그곳에서 그들은 FAI를 대신하여 스탈린주의자의 당국에 대항한 많은 임무를 수행했다. 결과적으로 사바테는 공산주의자들에게 체포되어 수감되었지만, 그의 아내의 도움으로 그와 동지들은 감옥에서 탈출한다. 전쟁이 공화파의 패배로 끝났을 때 26 사단(두루티 칼럼)은 국경을 넘어 프랑스로 향했다. 그리고 그곳에서 비시정권과 나치에 대항한 레지스탕스가 된다.
2차 세계대전이 끝나고, 사바테는 스페인으로 돌아와 프랑코 정권에 대항한 무장투쟁을 시작한다. 그가 최초로 행한 행동은 1945년 8월 20일에 투옥된 2명의 동지들을 탈출 시킨 것이였다. 사바테와 그의 동지들은 게릴라 활동의 자금을 충당하기 위해 기업과 은행을 털기도 했다. 1949년 3월 2일, 이들은 팔랑헤의 우두머리 두명을 암살한다. 그는 당국에 의해서 공공의 적이자 악몽으로 묘사되었다. 이후 계속해서 투쟁을 이어가는 동안 그의 많은 동지들이 죽고, 그의 형인 호세도 1949년에 사망하고, 다른 형제인 마누엘도 1950년에 사망하지만, 그는 경찰의 포위망에서 도망치며 계속 투쟁을 벌였다. 1959년 12월 30일 그는 마지막으로 프랑스-스페인 국경을 넘었고, 1960년 1월 5일 산 셀로니(Sant Celoni)에서 파시스트의 준군사 조직인 소마텐(Somaten)과 경찰의 기습공격을 당해 사망한다. 이때 그의 동지들인 안토니오 미라클 기타르트(Antonio Miracle Guitart, 29), 로헬리오 마드리갈 토리에스( Rogelio Madrigal Tories, 27), 프란시스코 코네사 알카라즈(Francisco Conesa Alcaraz, 39), 마르틴 루이즈 몬토야(Martin Ruiz Montoya, 20)도 함께 사망한다. 사바테는 공격자체에서 탈출할 수는 있었지만, 중상을 입었기 때문에 몇시간 뒤에 사망했다. 이때 그의 나이는 45세였다.

## 자유의 투사
사바테는 활동 자금을 충당하기 위해 강도질을 벌이는 동안 다음과 같은 쪽지를 남기기도 했다.
| “ | 우리는 강도가 아니라 자유의 투사들(libertarian resistance fighters)이다. 우리는 당신과 같은 사람들이 쏴 죽인 반파시스트의 고아와 굶주린 아이들을 먹일 수 있는 최소한 만을 취했다. 우리는 우리의 것을 결코 구걸하지 않는 사람들이다. 우리에게 그럴 힘이 있는 한, 우리는 스페인 노동계급의 자유를 위해 싸울 것이다. 그리고 가리가(Garriga)여, 당신이 살인자이자 도둑이지만, 우리는 당신이 결코 가질 수 없고 이해할 수도 없는 생명의 가치를 소중히 여기는 자들이니, 그대의 목숨만은 살려두겠다. | ” |

## 기타

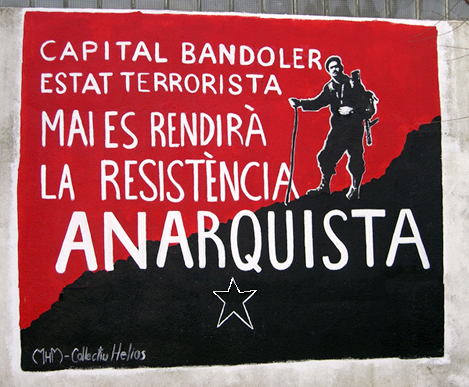
그를 추모하는 벽화, 카탈로니아어로 다음과 같이 써져있다. "자본의 도적들과, 테러리스트인 국가여, 아나키스트 레지스탕스는 결코 굴복하지 않는다."
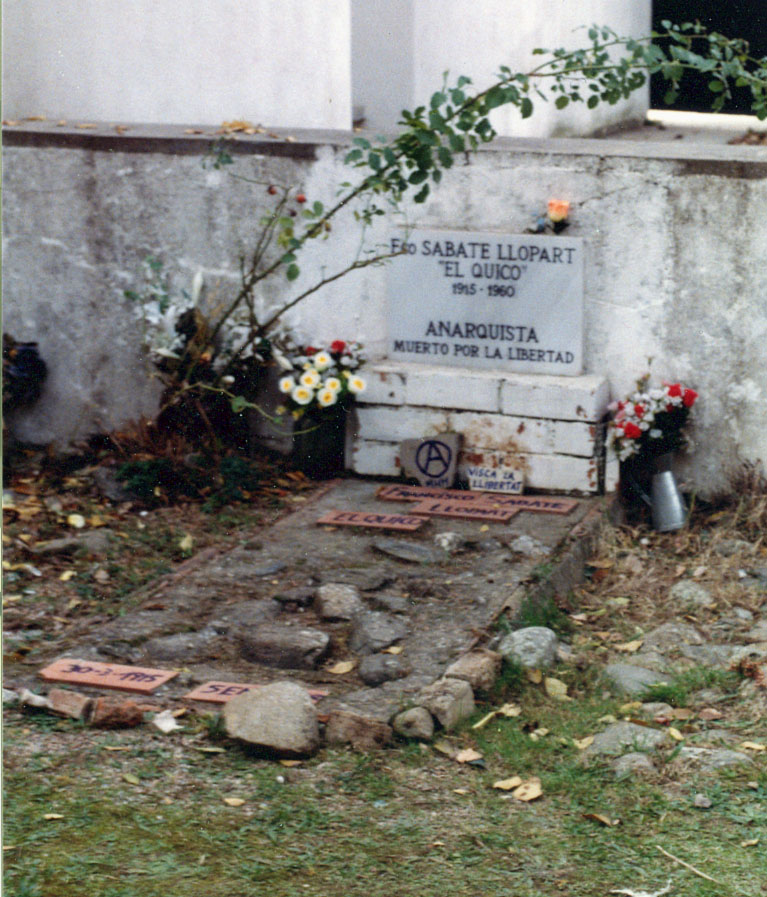
산 셀로니에 있는 사바테의 무덤

## 같이 보기
- 스페인 내전
- 부에나벤투라 두루티
- 반란적 아나키즘

## 참고 문헌
- Beevor, Antony (2006). The Battle for Spain: The Spanish Civil War 1936-1939, Penguin Books, ISBN 0-14-303765-X.
- Antonio Téllez, Sabaté: Guerrilla Extraordinary ISBN 1-902593-10-3
- Antonio Téllez, The Anarchist Resistance to Franco ISBN 1-873605-65-X
- Biography at libcom.org